# Naiara Egozkue
Naiara Egozkue Extremado (født d. 21. Oktober 1983 i Pamplona) er en spansk håndboldspiller som spiller for Zuazo Barakaldo og Spanien håndboldlandshold.
Hun deltog under VM i håndbold 2013 i Serbien og ved Sommer-OL 2016 i Rio de Janeiro. I september 2015 blev hun månedens spiller i Division de Honor Femenina i Spanien.